# Turnerstraße (Bremen)

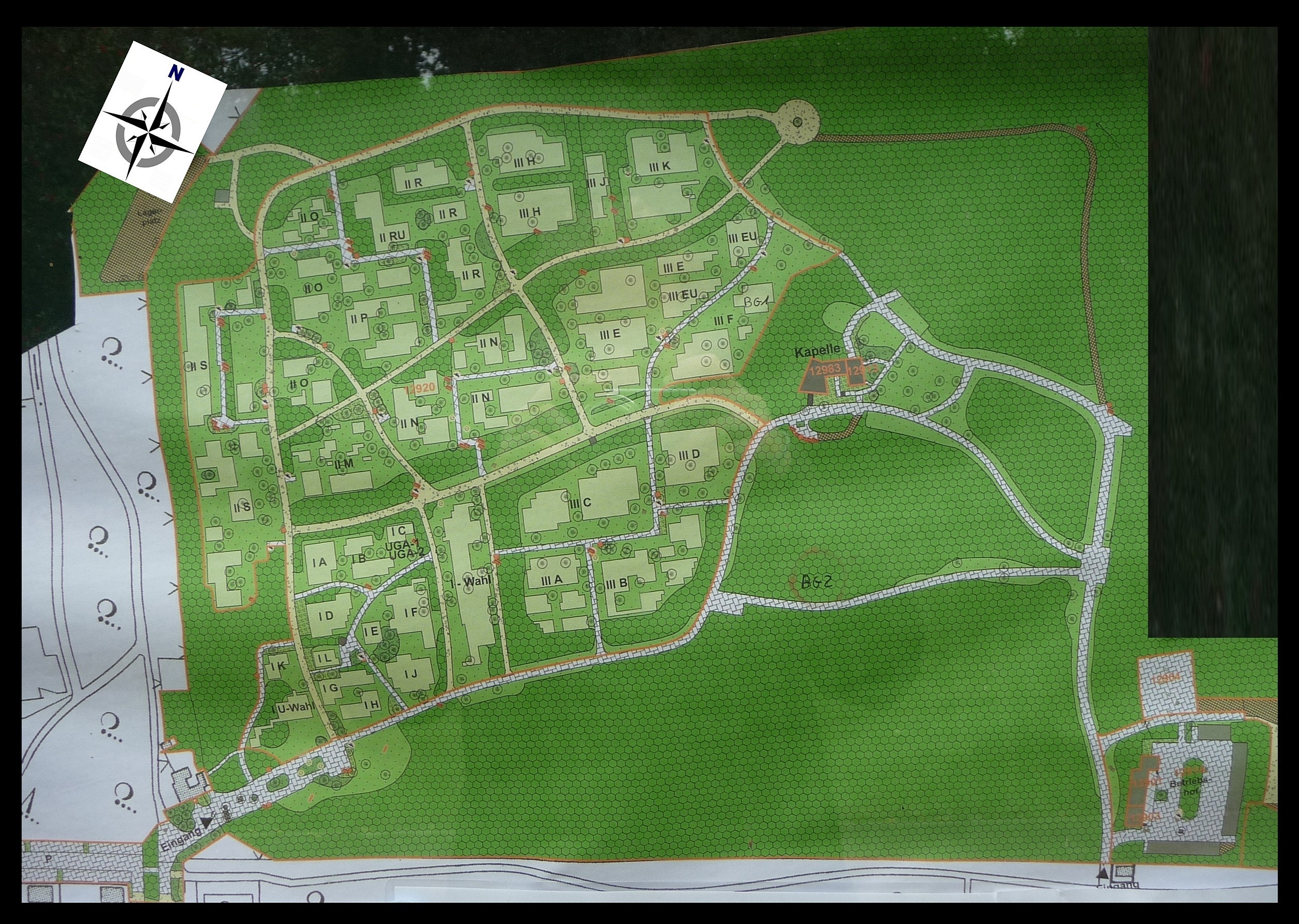
Waldfriedhof Blumenthal, Friedhofsplan

Die Turnerstraße ist eine dezentrale Erschließungsstraße in Bremen-Nord  Stadtteil Blumenthal, Ortsteile Rönnebeck und Lüssum. Sie führt in Süd-Nord- und dann Südwest-Nordost-Richtung von der Buschdeel in Rönnebeck bis zur Schwaneweder Straße/ Treuburger Straße nach Lüssum-Bockhorn. Sie tangiert das Naturschutzgebiet Eispohl, Sandwehen und Heideweiher und den Wifo-Wald.
Die Querstraßen und Anschlussstraßen wurden u. a. benannt als Buschdeel nach einer Flurbezeichnung, Reepschlägerstraße nach dem Handwerksberuf Reepschläger in der Seilherstellung, Masurenstraße nach einer Region Ostpreußens im Norden Polens, Lichtblickstraße nach einer Nachkriegssiedlung, Im Heimgarten nach der Art der Siedlungshäuser, Bahnstraße neben der Bahn, Striekenkamp nach einer Flur mit langen (= niederdeutsch strieken) Feldern (= Kamp), Cranzer Straße nach dem Badeort an der Kurischen Nehrung (heute das russische Selenogradsk), Gewannstraße nach einer viereckigen Flurform, die vor allem infolge der zelgengebundenen (Zelle, Flur oder Feld in Gemeinwirtschaft) mit Sommer- und Wintergetreide und als Brache in der Dreifelderwirtschaft bewirtschaftet wurde, Ermlandstraße nach dem früheren preußischen Gebiet (heute Polen), Bundesstraße B74n, Eispohl nach einem Pol= Pool= Tümpel aus dem für die Wietinger Brauerei Eis gewonnen wurde, Am Fillerkamp nach einer Flur (Filler= Abdecker), Neuenkirchener Weg nach dem Ort zu dem sie führt, An de Deelen (= teilen) nach der durch Wälle geteilten Feldern, Pürschweg 1951 nach der Pirsch in der Jagd, Hegeweg 1951 nach der Wildpflege, Jagdweg, Unbenannter Weg, Johannisburger Straße nach der Gemeinde im ostpreußischen Ermland (heute das polnische Pisz), Schwaneweder Straße nach der Gemeinde zu der sie führt und Treuburger Straße nach der ostpreußischen Stadt (heute das polnische Olecko); ansonsten siehe beim Link zu den Straßen.

## Geschichte

### Name
Die Turnerstraße wurde nach den an dieser Straße anliegenden Turnplätzen bezeichnet.

### Entwicklung
Die Straße war ein alter Feldweg. Nach dem Zweiten Weltkrieg wurden in dem Gebiet viele Einfamilienhäuser gebaut und die Straße ausgebaut. Bis 1966 konnte der Waldfriedhof fertiggestellt werden. 2017/18 fand der Ausbau der Bundesstraße B74n zur Autobahn A270 statt.
Blumenthal ist Bremens nördlichster Stadtteil.

Rönnebeck gehörte zum Amt Blomendal bzw. seit 1885 Landkreis Blumenthal und zum Kirchspiel Lüssum bzw. ab 1905 zur Kirchengemeinde Rönnebeck-Farge.

Lüssum-Bockhorn entstand aus Teilen von zwei Gemeinden im Kreis Blumenthal, die in Blumenthal eingegliedert wurden.

### Verkehr
Die Bundesautobahn 270 erschließt hier seit 2018 den Stadtteil für den Fernverkehr und führt westlich zur Bundesstraße 74 nach Farge zur Weserfähre und nach Berne sowie östlich zur B 74 nach Stade bzw. zur Bundesautobahn 27 nach Bremen-Mitte bzw. Cuxhaven.
Die 1888 eröffnete Bahnstrecke Bremen-Farge–Bremen-Vegesack quert die Straße. Auf der Strecke wurde 2007 der Personenverkehr durch die NordWestBahn wiederaufgenommen, seit 2011 verkehren die Züge als Teil der Regio-S-Bahn Bremen/Niedersachsen.
| Linie | Verlauf | Takt                                            |
| ----- | --- | ----------------------------------------------- |
| RS 1  | Bremen-Farge – Bremen Turnerstraße – Bremen Kreinsloger – Bremen Mühlenstraße – Bremen-Blumenthal – Bremen Klinikum Nord/Beckedorf – Bremen-Aumund – Bremen-Vegesack – Bremen-Schönebeck – Bremen-St. Magnus – Bremen-Lesum – Bremen-Burg – Bremen-Oslebshausen – Bremen-Walle – Bremen Hbf – Bremen-Sebaldsbrück – Bremen-Mahndorf – Achim – Baden (Kr Verden) – Etelsen – Langwedel – Verden (Aller) Stand: Fahrplanwechsel Dezember 2023 | 30 min 60 min (Bremen Hbf–Verden am Wochenende) |

Im Nahverkehr in Bremen durchfahren die Buslinien 91 (Gröpelingen ↔ Rönnebeck), 92 (Gröpelingen ↔ Rönnebeck) und 96 teilweise (Ermlandstr. bis Neuenkirchner Weg, Ringverkehr Blumenthal) die Straße; die Linie 94 (Marßel ↔ Bf Burg ↔ Schwanewede) tangiert die Straße im Norden und die Linie 90 (Gröpelingen ↔ Neuenkirchen) im Süden.

## Gebäude und Anlagen
An der Straße stehen überwiegend ein- und zweigeschossige Wohnhäuser.
Erwähnenswerte Gebäude und Anlagen
- Masurenstraße Nr. 18 bis 22: 6-gesch. Mietwohnhaus
- Lichtblickstraße Nr. 7: Ev.-luth. Paul-Gerhardt-Gemeinde der Ortsteile Rönnebeck-Farge mit der Kirche von 1955 nach Plänen von Ernst Becker-Sassenhof.[1]
- Gleise der Regio-S-Bahn Bremen/Niedersachsen der Linie RS1 mit Haltepunkt Turnerstraße
- Brücke der Autobahn A 270, früher Bundesstraße B74n seit 2017
- Nr. 111: 1-gesch. Haus des Neurönnebecker TV von 1880 mit Platz
- Zwischen Nr. 193 bzw. Neuenkirchener Weg bis Nr. 279 (höhe Jagdweg): Waldgebiet mit
  - Nr. 201: städtischer Waldfriedhof Blumenthal von 1966 (11 + 13 ha) mit Kapelle sowie Tierfriedhof
- Nr. 278: 2-gesch. Jugendfreizeitheim Lüssum